# Соломон Квамбе
Соломон Квамбе (англ. Solomon Kwambe, нар. 30 вересня 1993) — нігерійський футболіст, захисник клубу «Саншайн Старз» та національної збірної Нігерії.

## Клубна кар'єра
У дорослому футболі дебютував 2012 року виступами за команду клубу «Плато Юнайтед», в якій провів один рік.
До складу клубу «Саншайн Старз» з Акуре приєднався 2013 року. 

## Виступи за збірну
15 серпня 2012 року дебютував в офіційних матчах у складі національної збірної Нігерії в товариській грі проти збірної Нігеру, яка завершилася внічию 0-0. 
У складі збірної був учасником розіграшу Кубка конфедерацій 2013 року у Бразилії.
Наразі провів у формі головної команди країни 3 матчі.